# Guadramiro
Guadramiro is een gemeente in de Spaanse provincie Salamanca in de regio Castilië en León met een oppervlakte van 31,48 km². Guadramiro telt 150 inwoners (1 januari 2016).

## Demografische ontwikkeling

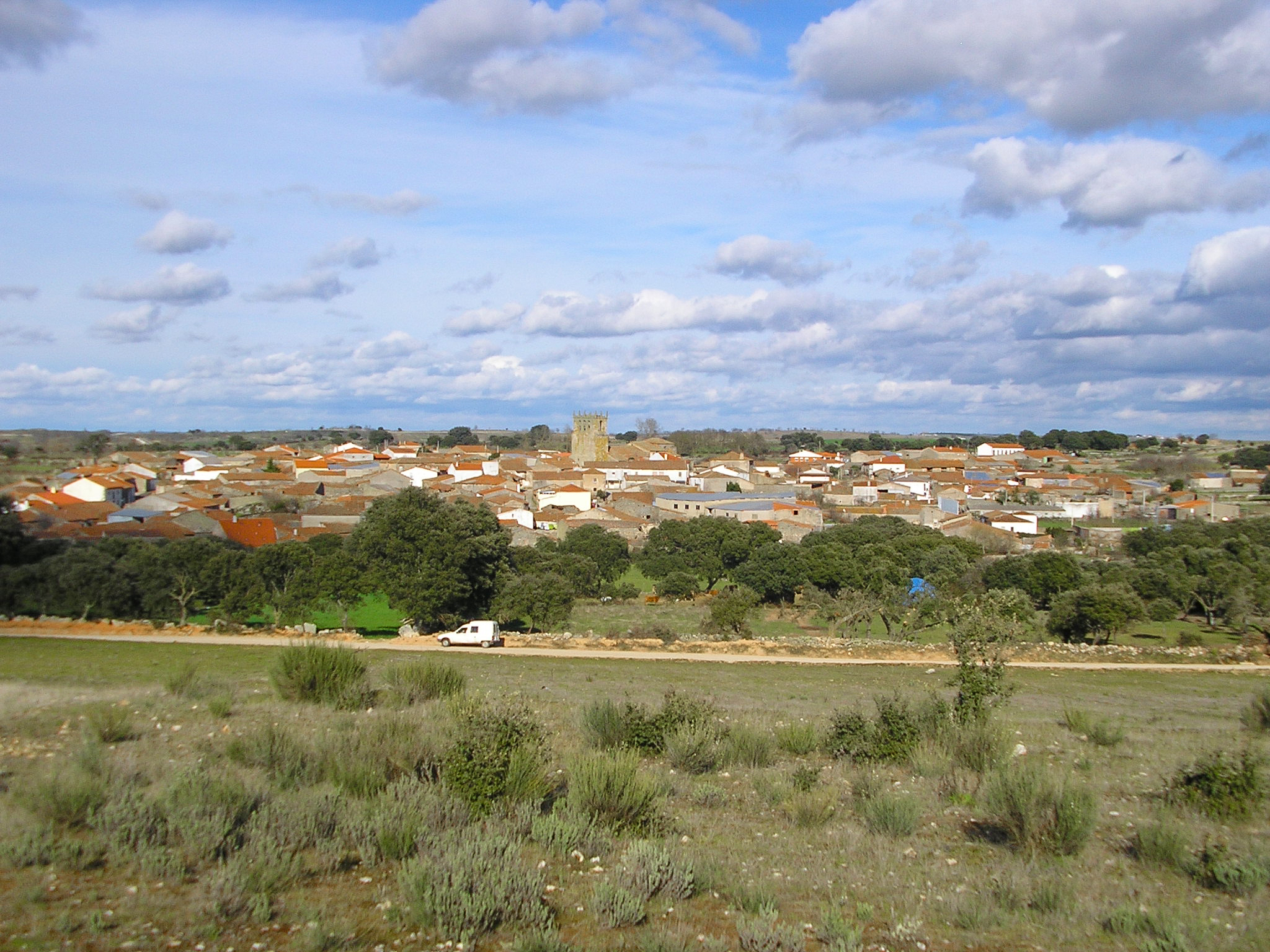
Panorama

Bron: INE, 1857-2011: volkstellingen